# Songs at the Start
Songs at the Start – debiutancki tomik amerykańskiej poetki katolickiej Louise Imogen Guiney, opublikowany w 1884. Zbiorek zawiera ponad pięćdziesiąt utworów. Znalazły się w nim między innymi sonety Reserve, Boston, from the Bridge, Poete, My Maister Chaucer, Among the Flags i Knight Falstaff.